# Heppinger Heilwasser
Das Heppinger Heilwasser ist ein natürliches Heilwasser  aus der Heppinger Quelle. Die Heppinger Quellen liegen im Heilquellenschutzgebiet des alten Heppinger Brunnens im Ahrtal bei Bad Neuenahr. „Heppinger extra“ wird heute als „Heilwasser“ gemäß den Vorgaben des deutschen Arzneimittelgesetzes von der Apollinaris GmbH hergestellt. Seit März 2021 hat Coca Cola die Belieferung des Handels mit Apollinaris und Heppinger Heilwasser eingestellt.

## Geschichte

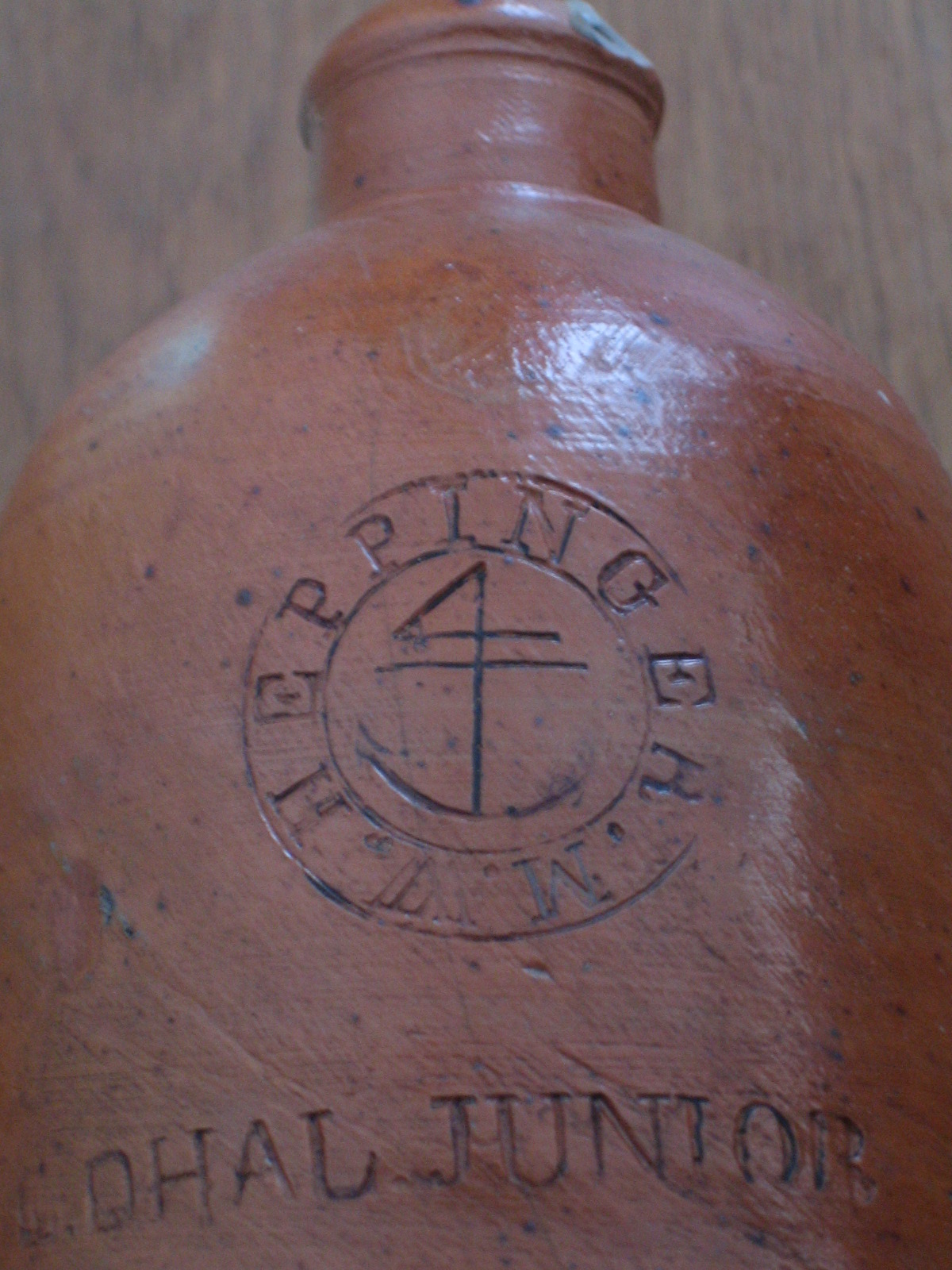
Tonkrug „Heppinger“ von 1828

Die heilende Wirkung des Wassers der Quellen am Heppinger Brunnen am Fuße des Berges Landskrone (Ahr) wurde  ab 1565 in der wissenschaftlich medizinischen Literatur der Renaissance von den  Medizinern Johann Winter von Andernach (Universität Straßburg, Paris) und Jacob Theodorus Tabernaemontanus (Universität Heidelberg) erwähnt.
Ein Brunnenbetrieb zur Förderung, Lagerung und Verkauf des Mineral- und Heilwassers aus den Heppinger Quellen ist  im Jahr 1715 durch die Zeichnung von Renier Roidkin nachgewiesen.
Eine  Analyse der Bestandteile des Heppinger Mineralwassers erschien 1835 im Ahrtalführer von Ernst Weyden. Sie wurde durchgeführt vom Bonner Geologen  Karl Gustav Bischof, der 1852 an der Erbohrung der nur ca. 1000 Meter entfernten Apollinaris-Quelle mitwirkte.
Das Mineral- und Heilwasser des alten Heppinger Brunnens „Heppinger“ war überregional bekannt und wurde 1852  im Ausland von Apotheken in Luxemburg geführt. Das Quellwasser wurde in aus Ton gebrannten Mineralwasserkrügen mit dem Siegelzeichen des Heppinger Brunnens, Anker und Dreieck als stilisiertes Segel, abgefüllt (vgl. Abbildung Tonkrug „Heppinger“).
Der Mineralwasserbetrieb des alten Heppinger Brunnens mit den Heppinger Quellen wurde im Jahr 1885 von der „Actiengesellschaft Apollinaris Brunnen“ durch einen Vertrag mit der Königlich Preußischen Regierung zu Koblenz erworben.

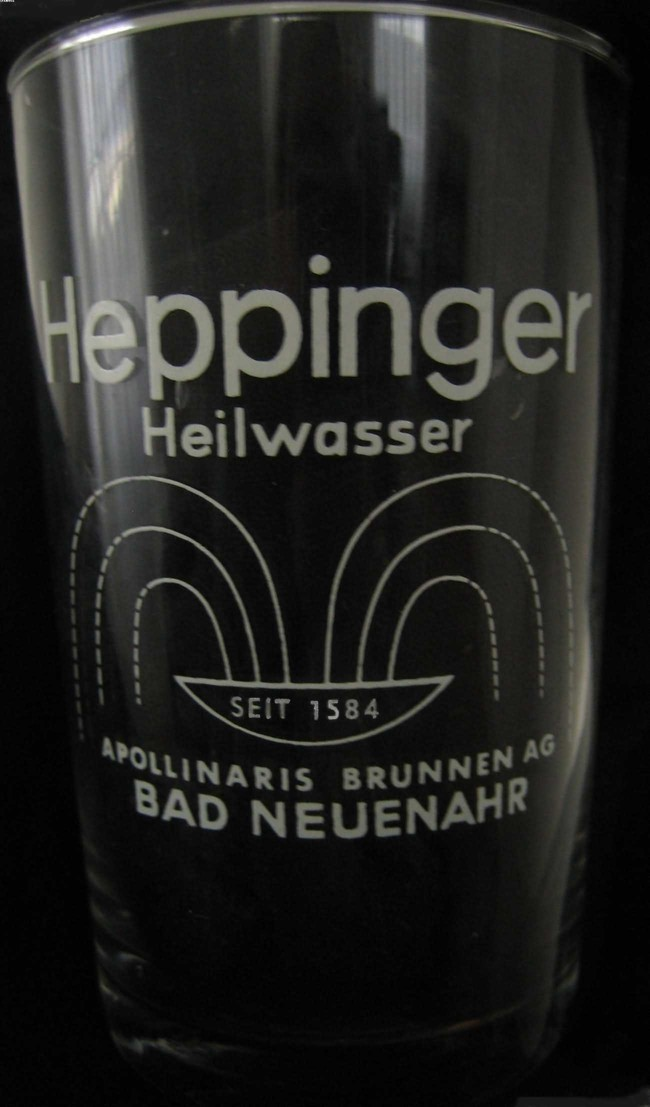
Glas Heppinger Heilwasser für Trinkkur "SEIT 1584"

 1910 wurde von der Deutschen Reichsregierung in Berlin die „Gemeinnützigkeit“ für die Quellen des Heppinger Brunnens anerkannt, 1929 erfolgte durch die Preußische Regierung zu Koblenz ein besonderer Schutz des Heppinger Wassers und des Quellgebietes durch die noch heute geltende Heilquellenschutzverordnung vom 15. Juni 1929.

## Anwendungsgebiete
Das Heilwasser „Heppinger extra“ wird unter anderem zur Vorbeugung und zum Ausgleich von Magnesiummangel, bei erhöhtem Magnesiumbedarf im Wachstumsalter, in der Schwangerschaft, Stillzeit und beim Sport, zur Anregung der Verdauungsfunktionen, zur Vorbeugung gegen Harnsäure-, Cystin- und Calciumoxalat-Harnsteinen sowie zur unterstützenden Behandlung bei chronischen Harnwegsentzündungen verwendet.
Das Heppinger Heilwasser ist heute als 0,75 Liter Mehrwegflasche aus Glas im Handel erhältlich. Es ist zur Trinkkur und zum Dauergebrauch geeignet. Je nach Anwendungsgebiet und ggf. Verordnung durch den Arzt sind 1,5 – 3,0 Liter zusätzlich zu der normalen Flüssigkeitsaufnahme zu trinken.

## Inhaltsstoffe
1000 ml  „Heppinger extra“ enthält folgende Inhaltsstoffe:
Kationen:
- Lithium-Ion: 0,84 mg
- Natrium-Ion 481 mg
- Kalium-Ion 27,1 mg
- Ammonium-Ion 0,53 mg
- Magnesium-Ion 199 mg
- Calcium-Ion 150 mg
- Mangan(II) 0,007 mg
- Eisen(II/III) 0,009 mg.

Anionen:
- Fluorid-Ion 0,52 mg
- Chlorid – Ion 118 mg
- Sulfat-Ion 60 mg
- Monohydrogenphosphat-Ion 0,06 mg
- Hydrogencarbonat-Ion 2495 mg.

undissoziierte Stoffe:
- Metakieselsäure 41,7 mg
- Metaborsäure 5,72 mg.

gelöste gasförmige Bestandteile:
- Kohlendioxid (CO2) 2,760 mg.